# Koi Ikeno
Koi Ikeno (in giapponese 池野 恋; Hanamaki, 16 aprile 1959) è una fumettista e illustratrice giapponese.
In Italia è conosciuta per la trasposizione anime del suo manga più longevo Batticuore notturno - Ransie la strega.

## Biografia
La sua aspirazione fu di diventare mangaka già dalla gioventù se pur ostacolata dalla sua famiglia di origine, diventa professionista in seguito alla pubblicazione della su prima opera, la storia breve "Happy end Monogatari" nel 1979. Il suo stile si differenzia dalle più famose autrici degli anni 80 per una maggiore vivacità dei temi trattati e la sua arte grafica è riconoscibile da un uso sapiente del chiaroscuro. Comincia a disegnare in questi anni Tokimeki Tonight (Batticuore notturno), la cui trasposizione animata arriva anche in Italia riscuotendo un buon successo. Negli anni 90 modifica la tipologia delle sue storie verso la corrente majokko con il manga Ririka, SOS! a cui segue la trasposizione animata. 

## Opere

### Manga[5]
1. 1979: Happy end Monogatari
2. 1980: Chotto Otogibanashi
3. 1981: Mechanko Kyōshitsu
4. 1982-94: Batticuore notturno - Ransie la strega - pubblicato in Italia da Star Comics.
5. 1991: Heroine ni Naritai
6. 1995-96: Ririka, SOS!
7. 1996-98: Oshiete Nanoka
8. 1998-99: Usotsuki na Season
9. 2001: Misty Boy
10. 2002-09: Batticuore a mezzanotte - pubblicato in Italia da Star Comics.
11. 2010: Frame of it (volume unico, contiene la storia breve Itsumo Tokimeite, collegata all'universo di Tokimeki tonight) - pubblicato in Italia da Star Comics.
12. 2013: Le situazioni di Shun Makabe: volume extra di Tokimeki Tonight - pubblicato in Italia da Star Comics.
13. 2014: Wakamurasaki - volume unico
14. 2015: Tokimeki Tonight - Eto Mori no Kakochi: volume unico, collegato all'universo di Ranze, storia del padre
15. 2016: Tokimeki Manga Michi: autobiografia della Ikeno
16. 2018: Tokimeki Tonight - Makabe Fusai no Honeymoon - collegato all'universo di Ranze, in corso in Giappone